# 帕哈里人
帕哈里人（Pahāṛī; 印地, 尼泊尔: पहाड़ी; 旁遮普: ਪਹਾੜੀ; 乌尔都: پہاڑی），或稱帕爾巴蒂人（巴尔伯蒂）、卡斯人, 或切特里人（刹帝利） ，是操印度亞利安語的農業民族，人口數目大約在11,505人左右。
主要居住在尼泊爾和鄰近的印度境內喜馬拉雅山地區。他們大多信奉印度教，但其種姓制度不像其他印度教社會那樣複雜。

## 外部連結
- http://www.wordpedia.eb.com/tbol/article?i=056548&db=big5%5B%5D